# Paedophryne amauensis
Paedophryne amauensis je druh žáby z čeledi parosničkovitých, který je endemitem deštných pralesů Papuy Nové Guiney. S délkou dospělých jedinců 7,7 milimetru je nejmenší známou žábou a jedním z nejmenších obratlovců na světě. Rodové jméno je vytvořeno z řeckých slov παίδος (dítě) a φρύνος (žába) a odkazuje na nepatrnou velikost, druhové jméno bylo odvozeno z názvu vesnice Amau v papuánské Centrální provincii, kde ji v srpnu 2009 objevili vědci z Louisianské státní univerzity Christopher Austin a Eric Rittmeyer.
Žába je hnědě zbarvená s černými skvrnami. Žije na pralesní půdě ve spadaném listí, je aktivní ráno a večer, živí se drobnými bezobratlými živočichy. Vydává zvuky o frekvenci 8400 až 9400 hertzů, připomínající stridulaci hmyzu. Malé žabky se líhnou jako miniatury dospělců, nevyskytuje se stadium pulce. Kostra je u tohoto druhu velmi redukována.